# 魏冕
魏冕（？—1402年），江西行省吉安府永豐縣（今江西省永豐縣）人，明朝政治人物。
魏冕任监察御史，燕王朱棣起兵时，都督徐增壽在殿廷徘徊，有異志。魏冕率领同事殴打，并與大理丞鄒瑾大呼请速杀徐增壽。次日，宫中大火。有人劝魏冕投降，魏冕大声呵斥，后自杀身亡。